# Gordonia ovalis
Gordonia ovalis är en tvåhjärtbladig växtart som först beskrevs av Pieter Willem Korthals, och fick sitt nu gällande namn av Wilhelm Gerhard Walpers. Gordonia ovalis ingår i släktet Gordonia och familjen Theaceae. Inga underarter finns listade i Catalogue of Life.